# Jovellanos
Jovellanos è un comune di Cuba, situato nella provincia di Matanzas.

## Amministrazione

### Gemellaggi
- Jacona Messico (2008)[1][2][3][4]